# Дуванкуль (озеро)
Дуванкуль (устар. Дуван-Куль, Большой Дуван-Куль) — солёное озеро в Челябинской области, расположено северо-восточнее села Хомутинино и севернее села Дуванкуль. Большая часть озера находится на территории Рождественского и Хомутининского сельских поселений Увельского района, меньшая — на территории Каратабанского сельского поселения Еткульского района. Относится к бассейну реки Миасс.

## Этимология
Название озера происходит от наименования башкирского рода дуван с добавлением тюркского слова куль — «озеро». Дуван также башкирское имя.

## Описание
Площадь водной поверхности при уровне уреза воды 211,3 м над уровнем моря составляет 61,5 км². Максимальная глубина — 4,2 м, средняя — 1,9 м.
Вокруг озера растут сосновые и берёзовые леса, наиболее лесист юго-западный берег.
До того как Дуванкуль в 1950-х годах был соединен каналом с расположенным северо-западнее озером Большой Сарыкуль, его площадь составляла около 40 км². После закрытия канала в начале 1990-х годов он используется лишь периодически, поэтому в настоящее время основными источниками питания озера являются подземные воды и поверхностный сток во время половодья.
Озеро имеет большое рыбохозяйственное значение.

## Топографические карты
- Лист карты N-41-XIV. Масштаб: 1 : 200 000. Указать дату выпуска/состояния местности.